# Biblioteca de Mossul
La Biblioteca Mossul és una biblioteca pública situada a la ciutat de Mossul, al nord de l'Iraq. Comptava amb un fons especial d'obres valuoses i antigues, que eren testimonis dels inicis de la invenció de l'escriptura. Aquesta regió ha tingut una gran importància històrica al considerar-la com el bressol de la civilització i, per a alguns, el bressol de la humanitat, tal com s'indica als escrits recopilats per a l'elaboració de la Bíblia, i després de l'Alcorà.,
Molts dels documents que guardava aquesta biblioteca han estat destruïts des del 2015 per l'acció de membres de l'organització terrorista Estat Islàmic.

## Col·lecció
La seva col·lecció està formada principalment per fons documentals de diferents segles d'antiguitat com manuscrits del segle xviii, obres sirianes de l' XIX, i altres objectes antics, alguns amb una datació 5000 aC.
Des de la destrucció intencionada de milers d'obres el 2015, l'inventari de les obres restants ja no està garantit i requereix una actualització.

## Història
La biblioteca va ser creada l'any 1921, i progressivament va anar incorporant col·leccions documentals de totes les àrees del coneixement, fins a arribar a un milió de llibres, a més de mapes històrics, manuscrits de l'època otomana i periòdics iraquians. La biblioteca s'aniria enriquint a partir del 1967, quan 60 de les biblioteques privades més grans de la ciutat van donar les seves col·leccions històriques. Aviat es va convertir en el centre de recerca de Mosul amb una mitjana de 1.500 visites diàries d'estudiants.Abans de la seva destrucció la biblioteca disposava d'un fons de 16.300 títols
Mossul te una llarga tradició pel que fa serveis bibliotecaris. Cal fer esment que durant el període Neoassiri va néixer la Biblioteca d'Assurbanipal, en la ciutat coneguda com a Nínive, on es conservaven una gran quantitat de tauletes d'argila i textos datats d'ençà el segle VII aC. Segons els arqueòlegs, estava situada a l'actual Mossul.

### Invasió de l'Iraq 2003
La invasió de les forces encaçalades pels Estats Units per enderrocar el règim de Sadam Hussein en el que s'ha anomenat la Invasió de l'Iraq, va comportar un saqueig generalitzat a biblioteques i arxius. Se l'ha comparat fins i tot amb el saqueig de Bagdad que va perpetrar Hülegü, kahan dels mongols a l'Iraq el 1258 dC. Un dany que va seguir a les restriccions pressupostàries que havien condicionat els pressupostos de cultura durant els anys vuitanta, i l'embargament que les Nacions Unides havien imposat al règim iraquià des del 1991 que impedien l'adquisició de bens.
Amb tot, es va promoure un programa internacional d'ajuda i suport a les institucions culturals iraquianes, com la Biblioteca de Mossul. La UNESCO va avaluar els danys ocasionats a es biblioteques del país, incloent les de Mossul. Es van fer dotacions extraordinàries per la restitució de fons documentals, i es van afavorir iniciatives com la integració al consorci de catalogació d'OCLC.

### Impacte sota l'Estat Islàmic 2014
L'antic director de la Biblioteca, Mohammed J. Aalhajiadhmed, relata com a principis de juny de 2014, quan encara era director de la Biblioteca, abans que la ciutat fos presa pels Yihadistes: "“El 5 de juniy de 2014 va ser el darrer dia que vaig treballar a la biblioteca, sense ser-ne conscient. Eren temps difícils per als acadèmics, havíem de canviar la ruta de casa a la feina cada dia perquè estàvem en les llistes dels terroristes, que detenien i mataven a discreció. Aquest 5 de juny es van intensificar els atacs i vam decidir donar per acabada la jornada abans d'hora. Vaig tancar la biblioteca i vaig marxar a casa”. Aalhajiadhmed, era traductor de l'anglès i, com a tal, objectiu de l'Estat Islàmic. Va haver de marxar amb la seva família a través del Kurdistà iraquià, on es va quedar durant quatre anys en un camp de refugiats, per acabar trobant refugi a Europa. Finalment es va establir a Barcelona, cursant estudis de postgrau de Traducció i Interpretació a través de la Fundació Autònoma Solidària de la Universitat Autònoma de Barcelona.
El 22 de febrer de 2015, mentre que la ciutat de Mossul va estat controlada durant diverses setmanes per l'organització terrorista Daesh, les bombes casolanes col·locades a la biblioteca van destruir aproximadament 10.000 llibres i 4.300 manuscrits antics amb el foc ocasionat. El propi Aalhajiadhmed comenta com va viure la crema de llibres de la Biblioteca “Els llibres que resultaven ofensius a la seva ideologia o estaven escrits en altres llengües van ser llençats a la pira sense consideració". Joies escrites en arameu, la lengua comúna a l'Orient Mitjà en temps de Jesucrist, es van pedre per a sempre.
Aquestes destruccions d'obres van formar part d'un context regional més general com la destrucció d'esglésies, la crema de la biblioteca i el teatre universitari el gener del 7 i el 26 de febrer del 2015 del pocs dies després de la crema de la biblioteca i la destrucció d'obres del Museu de Mossul. Cal tenir en compte l'eliminació que l'Estat Islàmic havia portat a terme a part de les col·leccions de Manuscrits de Tombuctú durant el Conflicte al Nord de Mali el 2013.
Diferents informacions sobre les cremes de llibres es van difondre a partir del gener 2015. A principis de febrer, la seva directora general Irina Bokova, declarava a la UNESCO que « si aquestes informacions es confirmen, es tractaria d'una de les més grans destruccions intencionades d'obres de la història de la humanitat ». La seva destrucció va ser confirmada per diversos mitjans. L'estat de la biblioteca, tal com la van deixar les forces d'Estat Islàmic, es pot veure en una gravació del 2017.

### Reconstrucció i esperança
Actualment la Biblioteca de Mossul, que també és Central Universitària, es troba en una fase de reconstrucció activa per part de diferents programes internacionals, com el portat a terme pel Programa de les Nacions Unides per la Desenvolupament (PNUD) amb la participació de voluntaris locals i internacionals. La campanya coneguda com a Mosul Eye ha permès la reconstrucció de moltes biblioteques de la ciutat de Mossul, a través de la iniciativa privada. Serveis bibliotecaris d'arreu del món estan considerant participar en la reconstrucció de les biblioteques de la ciutat de Mossul, però hi ha un cost econòmic important pel seu trasllat. Una campanya de crowfunding ha permès canalitzar alguna d'aquestes iniciatives per tal que les biblioteques de Mossul puguin disposar del màxim de llibres possibles.